# Vlag van Millingen aan de Rijn

Vlag van de gemeente Millingen aan de Rijn
(1954-2015)

De vlag van Millingen aan de Rijn is het gemeentelijk dundoek van de voormalige gemeente Millingen aan de Rijn in de Nederlandse provincie Gelderland. De vlag werd op 2 juni 1954 per raadsbesluit aangenomen.
De beschrijving luidt:
Vier banen van gelijke hoogte in geel, rood wit en zwart.
De kleuren van de vlag zijn ontleend aan het gemeentewapen.
Op 1 januari 2015 is Millingen aan de Rijn opgegaan in de gemeente Berg en Dal, waarmee de vlag als gemeentevlag kwam te vervallen. Tot 1 januari 2016 droeg de nieuwe gemeente de naam Groesbeek.

## Verwante afbeelding

Wapen van Millingen aan de Rijn

Ammerzoden 
· Angerlo 
· Batenburg 
· Beesd 
· Bemmel 
· Bergh 
· Bergharen 
· Beusichem 
· Borculo 
· Brakel 
· Didam 
· Dinxperlo 
· Dodewaard 
· Dreumel 
· Echteld 
· Eibergen 
· Elst 
· Ewijk 
· Geldermalsen 
· Gendringen 
· Gendt 
· Gorssel 
· Groenlo 
· Groesbeek 
· Hedel 
· Heerewaarden 
· Hemmen 
· Hengelo 
· Herwen en Aerdt 
· Heteren 
· Heukelum 
· Hoevelaken 
· Horssen 
· Huissen 
· Hummelo en Keppel 
· Hurwenen 
· Kerkwijk 
· Kesteren 
· Laren 
· Lichtenvoorde 
· Lienden 
· Lingewaal 
· Maurik 
· Millingen aan de Rijn 
· Neede 
· Neerijnen 
· Overasselt 
· Rijnwaarden 
· Rossum 
· Ruurlo 
· Steenderen 
· Ubbergen 
· Valburg 
· Vorden 
· Wadenoijen 
· Wamel 
· Warnsveld 
· Wehl 
· Wisch 
· Zelhem 
· Zoelen